# Sericulus aureus
El pergolero áureo (Sericulus aureus) es una especie de ave paseriforme de la familia Ptilonorhynchidae endémica del oeste de Nueva Guinea. Anteriormente se consideraba conespecífico del pergolero flamígero.